# Kostel Božího Těla (Kraslice)
Kostel Božího Těla je farní římskokatolický kostel v Kraslicích v okrese Sokolov v Karlovarském kraji. Kostel se nachází v centru města. Od roku 1972 je pod dřívějším názvem kostel Nejsvětější svátosti oltářní chráněn jako kulturní památka České republiky.
U kostela stojí socha svatého Jana Nepomuckého a Mariánský sloup, rovněž chráněné jako kulturní památky.
Oproti kostelu u fary byly v roce 1878 při školní slavnosti k 25. výročí svatby císaře Františka Josefa I. s Alžbětou Bavorskou, známou pod přezdívkou Sissi, vysazeny dva duby. Ty jsou chráněny jako památné stromy Císařské duby v Kraslicích.

## Historie

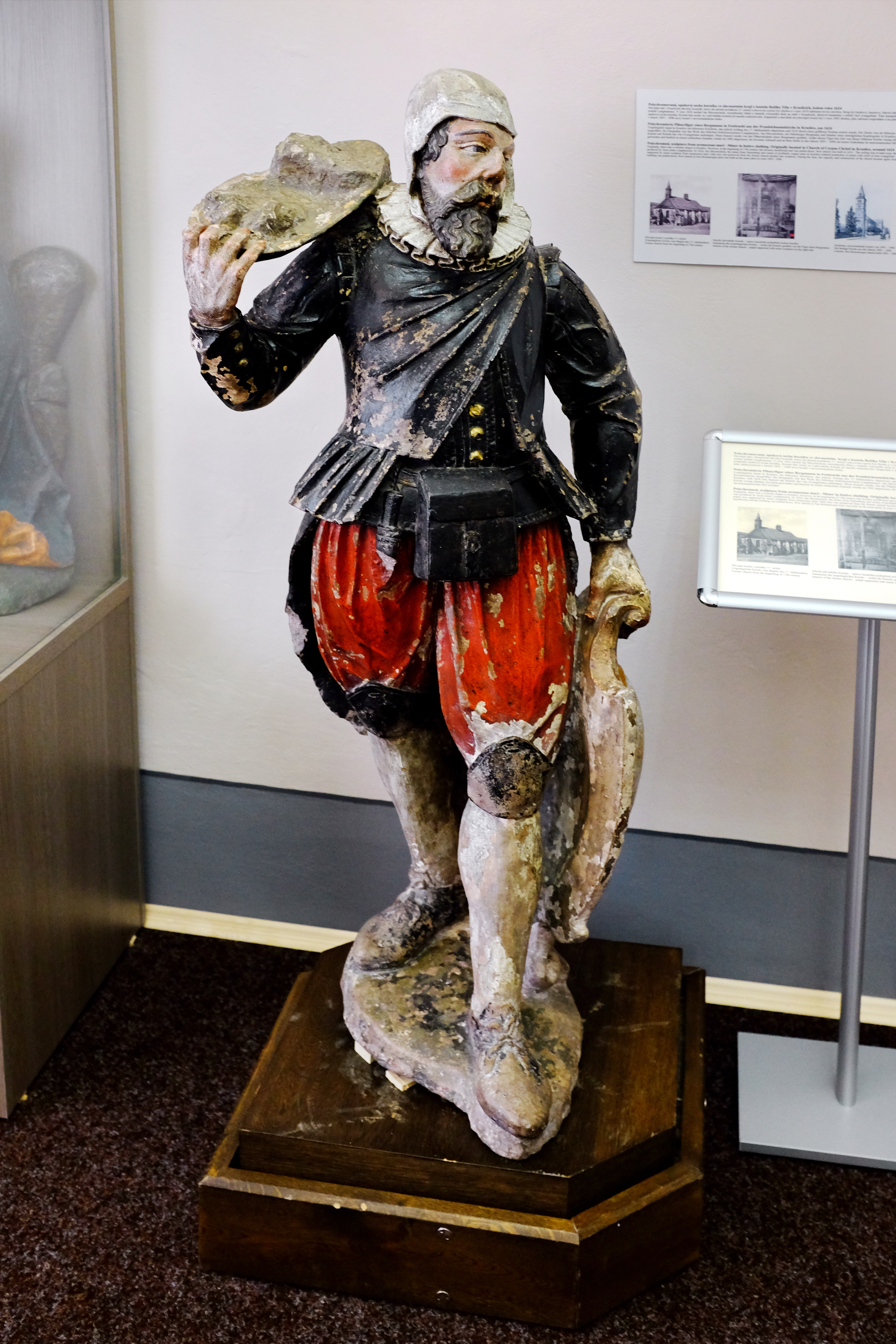
Socha horníka ve slavnostním kroji z původního kostela

Již ve 14. století stál v Kraslicích středověký dřevěný kostel Božího Těla. Tento svatostánek byl však už na konci 16. století zchátralý. Asi se jednalo o kostel, který byl zbourán roku 1614. V pramenech však není doloženo, že se jedná o tutéž stavbu. Bylo potřeba postavit kostel nový. Proto byla na Kraslicku i v sousedním Sasku zahájena sbírka, aby bylo možné postavit nový, tentokrát evangelický kostel. Většina místních obyvatel v té době totiž vyznávala luteránskou víru. Přibližně po dvou až třech desetiletích, když mezitím obyvatelstvo vrátilo ke vyznání katolickému, byl kostel upraven pro katolickou bohoslužbu. Byly zhotoveny oltáře a kostel vysvěcen podle katolických zvyků. Na financování stavby se velkou měrou podíleli Šumburkové. Základní kámen byl položen 10. července 1614, roku 1619 byl jednolodní kamenný kostel dokončen. V osmdesátých letech 19. století se na kostele začaly projevovat statické problémy. Na Silvestra 1890 se během kázání uvolnily ze stropu velké kusy dřeva a dopadly do kostela, který byl zaplněn věřícími. Již několik dní předtím spadl během nedělní školní bohoslužby, poměrně velký obraz z jedné boční stěny a došlo i ke zranění. Roku 1892 byl proto starý hornický kostel zbořen. Po zrušení kostela byly některé sochy přemístěny do kostela ve Sněžné.
Zajímavá a historicky cenná byla barokní opuková socha horníka ve svátečním kroji. Byla součástí kazatelny, kterou věnoval kostelu Johann Meyenschein z Norimberku, jeden z nejzámožnějších kraslických těžařů. Socha se nachází v expozici sokolovského muzea. Kostel byl vybaven varhany z roku 1636, velkým barokním krucifixem z roku 1643, sochou Panny Marie Bolestné a dalšími barokními sochami světců. Za hlavním oltářem byl umístěn náhrobník dvou synů Kryštofa Jindřicha Winklera z Heimfeldu z roku 1667.
Vzápětí po stržení starého hornického kostela se začalo se hned vzápětí se stavbou kostela nového. První výkop byl proveden 19. července 1892 a dne 7. května 1893 byl položen základní kámen. Ze starého kostela sem byl kromě několika dalších artefaktů přenesen zejména velký barokní krucifix, který nahrazoval hlavní oltář.
Stavba pokračovala rychle a dne 31. srpna 1894 byla vyzdvižena věž, do jejíž kopule byl vložen pamětní spis pro příští generace. Kostel byl zkolaudován 16. ledna 1896 a k vysvěcení došlo 2. června 1896.

## Architektura

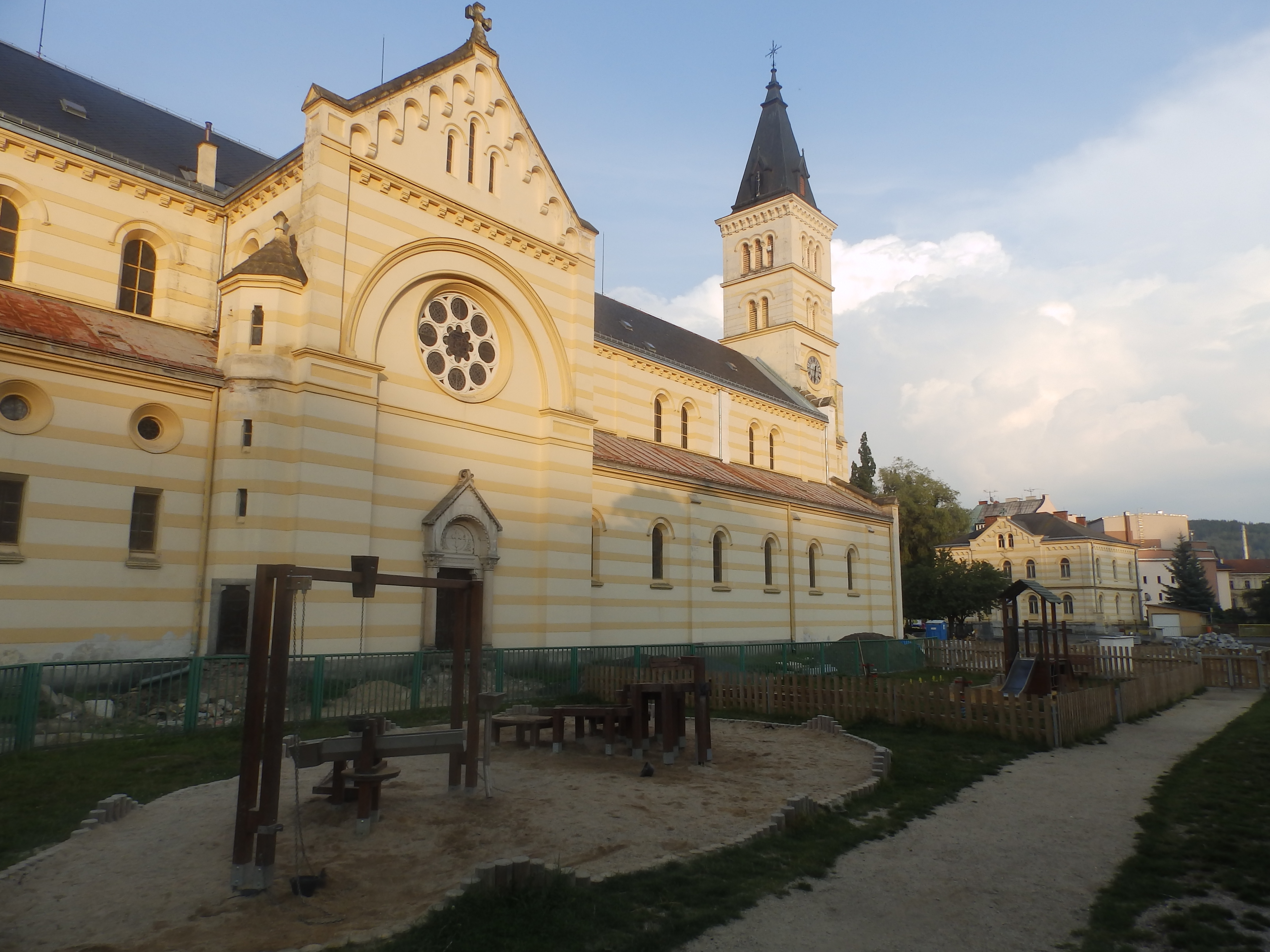
Pohled na jihozápadní stěnu

Kostel je rozlehlá, k severozápadu orientovaná, pseudorománská trojlodní bazilika s transeptem, přesahujícím nepatrně šířku lodi, a půlkruhovými apsidami. Délka kostela je přibližně 68 metrů, šířka okolo 23 metrů. Kostel má sedlovou střechu pokrytou břidlicí, střechy bočních lodí jsou pultové. Vstupnímu průčelí dominuje vysoká hranolovitá věž, zakončená jehlanovitou špicí. V polokruhovém tympanonu portálu se dvěma mohutnými sloupy po stranách je reliéfní symbolické ztvárnění Krista jako beránka (Agnus Dei). V přízemí se nachází kostelní předsíň. Další patra věže jsou prolomena sdruženými okny. Na kontaktu věže s hlavní lodí přiléhá dvojice schodišťových přístavků se schodišti na kůr. Přístavky mají převážně tvar nepravidelného pětibokého hranolu a jsou ukončeny polygonálním jehlanem. Obdobné schodišťové přístavky nalezneme také u příčné lodi, schodiště vedou k oratořím. Základním tvarem těchto přístavků je osmiúhelník, částečně ukrytý v tělese stavby. Zdobné prvky nalezneme i pod římsou hlavní lodi a na její apsidě. Všechny lodě baziliky mají obdélná, obloukem ukončená vitrážová okna. Štíty příčných lodí mají výrazně hluboký obloučkový vlys. Charakteristickým a estetickým znakem kostela je horizontální pásová bosáž, zdůrazněná odlišnou barevností.

## Interiér

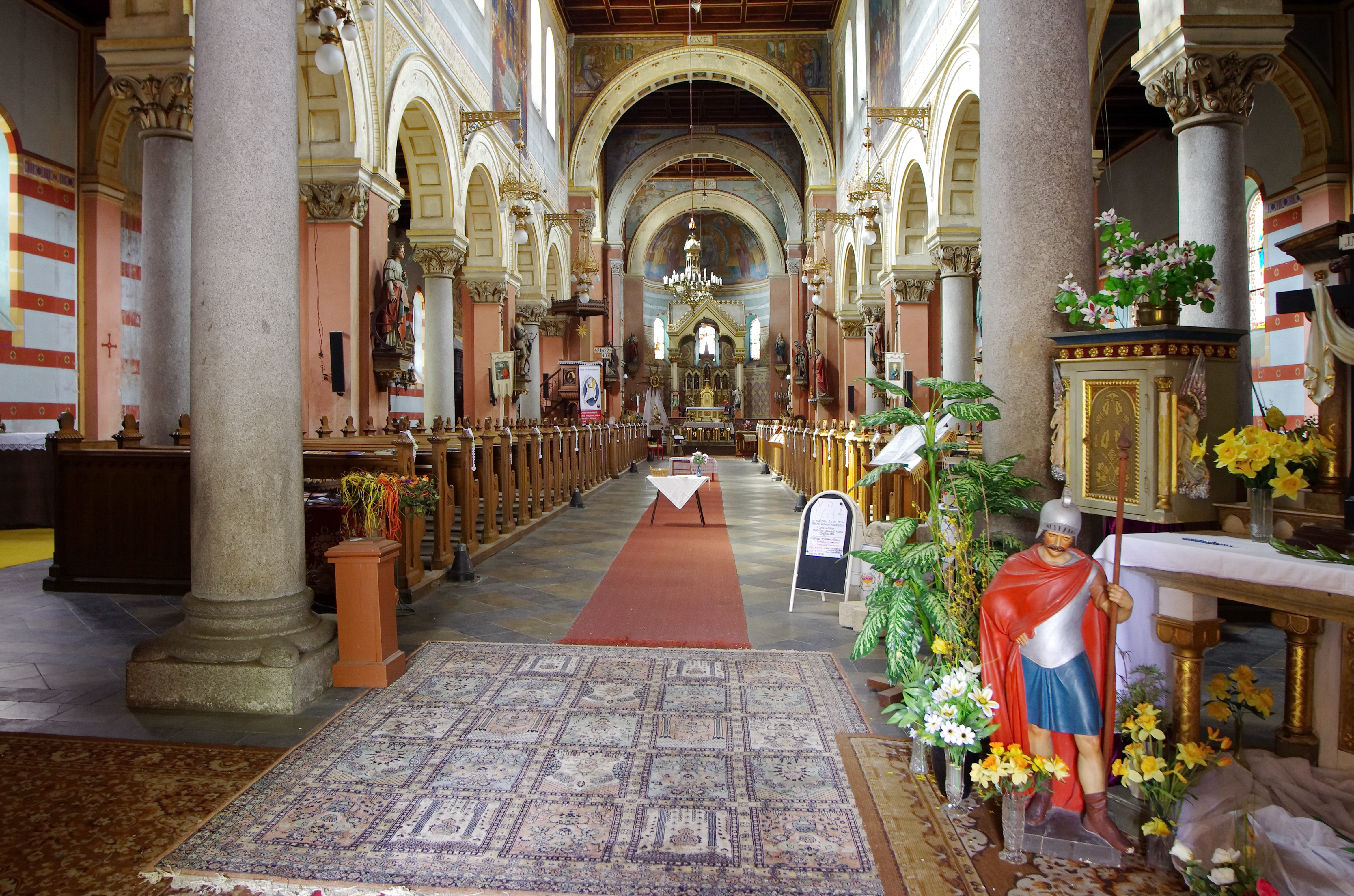
Interiér kostela

Interiér kostela působí vznešeně, téměř orientálním dojmem. Vnitřní prostor má plochý strop s dřevěnými kazetami. Apsidy presbytáře a přilehlé závěry bočních lodí jsou zaklenuty konchou. Oblouky arkád, v nichž se pravidelně střídají pilíře a sloupy, oddělují hlavní loď od bočních. Oblouky křížení hlavní a příčné lodi jsou neseny dvojicí pilastrů. V presbytáři se nachází dvojice menších oken oratoří. Hlavní oltář se nachází pod baldachýnem, neseným čtyřmi sloupy. Vlevo od hlavního oltáře je umístěn malý oltář, zasvěcený Panně Marii. Hlavní oltářní mensa se nachází ještě před presbytářem v místě křížení lodí. Volně v prostoru nachází oltář sv. Jana Křtitele. Dalšími bočními oltáři jsou oltář Panny Marie na evangelní straně a oltář sv. Jana Křtitele na epištolní straně. Na jihovýchodním okraji epištolní lodi je kapli Panny Marie Lurdské. Sakristie a kapli prosvětluju dvojice oken, oratoře nad nimi mají dvojice menších rozet. Bohaté zařízení kostela pochází převážně z doby stavby kostela. Polychromovaná křížová cesta, kazatelna, oltáře, zpovědnice a většina soch pochází z umělecké dílny Ferdinanda Stuflessera z tyrolského Svatého Ulrichu. Z původního kostela je barokní krucifix, dvojice andělů světlonošů, mosazný lustr a trojice zvonů. Nejstarší zvon je z roku 1670. Barokní sochy sv. Václava a sv. Ondřeje u hlavního oltáře byly převezeny z kostela v Oloví. Některé další artefakty pochází z jiných kostelů farnosti.
Kostel má bohatou freskovou výzdobu, která vyplňuje veškeré větší plochy interiéru. Autorem je významný pražský výtvarník Zikmund Rudl. Malby vznikaly v letech 1912 až 1915, některé z nich jsou signovány a datovány. Nad arkádami v hlavní lodi a na stěnách příčné lodi se nacházejí rozměrné fresky. Malíř a litograf Zikmund Rudl zde jasně prezentoval svůj výtvarný názor. Fresky prozrazují, že jejich autor již preferoval inovativní tendence v náboženské malbě druhé poloviny 19. století. Tyto inovace v náboženském umění představuje například spojení světeckých figur s reálnými postavami. To dokladuje i vyobrazení patrona kostela Ervína Nostice a jeho manželky Amálie na jedné z jeho fresek. Fresky od Zikmunda Rudla zde překračují svým ztvárněním a ojedinělostí regionální rámec. V kostele je kromě dominantních nástěnných maleb i velké množství dekorativně pojatých ploch.